# Jorge Silva Melo
Jorge Silva Melo (Lisboa, 7 de agosto de 1948-Lisboa, 14 de marzo de 2022) fue un cineasta, actor, dramaturgo, traductor, ensayista, crítico de teatro y cine y cronista portugués.

## Biografía
Estudió cine en la London Film School (1969-1970) y teatro en Berlín junto con Peter Stein, en Milán junto con Giorgio Strehler, becado por la Fundación Calouste Gulbenkian. Fue parte del Grupo de Teatro de Letras, mientras fue estudiante de la Universidad de Lisboa. Fue también profesor de la Escola Superior de Teatro e Cinema.
En 1972 fundó el Teatro de Cornucopia, junto a Luis Miguel Cintra, que se integró hasta 1979.
Es autor de las obras de teatro Seis Rapazes Três Raparigas, António, Um Rapaz de Lisboa, O Fim ou Tende Misericórdia de Nós, Prometeu, Num País Onde Não Querem Defender os Meus Direitos, Eu Não Quero Viver basado en la obra Não Sei de Kleist,  (en colaboración con Miguel Borges) y O Navio dos Negros, así como el libreto de Le Château dês Carpathes de Philippe Hersant, basado en obra de Jules Verne.
Fue cronista de Mil Folhas, suplemento del periódico Público.
El 25 de abril de 2004, recibió el grado de Comandante de la Orden de la Libertad.

## Filmografía
Como director de cine
- Sofia Areal: Um Gabinete Anti-Dor (2016)
- Álvaro Lapa: A Literatura (2008)
- Conversas com Glícínia - documental (2004);
- António, Um Rapaz de Lisboa (2000);
- Joaquim Bravo, Évora, 1935, etc, etc, Felicidades - documental (1999);
- A Entrada na Vida (1997)
- Palolo, Ver o Pensamento a Correr - documental (1995);
- Coitado do Jorge (1993);
- Agosto (1987);
- Ninguém Duas Vezes (1985);
- Passagem ou a Meio Caminho (1980).

Como actor
- Das Tripas Coração, de Joaquim Pinto (1992);
- Swing Troubadour, como Victor Largillière, de Bruno Bayen (1991);
- O Bobo, de José Álvaro Morais - voz (1987);
- Repórter X, como Camilo, de José Nascimento (1987)
- Uma Rapariga no Verão, de Vitor Gonçalves (1986);
- Vertiges, de Christine Laurent (1985);
- Le Soulier de Satin, de Manoel de Oliveira (1985);
- A Ilha dos Amores, de Paulo Rocha (1982);
- Conversa Acabada, de João Botelho (1982);
- Silvestre, como D. Paio, de João César Monteiro (1982);
- Quem Espera por Sapatos de Defunto Morre Descalço, de João César Monteiro (1970).

Como guionista
- Conversas com Glícínia, de Jorge Silva Melo - documental (2004);
- O Pedido de Emprego, de Pedro Caldas (2000);
- António, Um Rapaz de Lisboa, de Jorge Silva Melo (1999);
- Longe Daqui, de João Guerra (1994);
- Coitado do Jorge, de Jorge Silva Melo (1993);
- Xavier, de Manuel Mozos (1992);
- O Desejado, de Paulo Rocha (1988);
- Agosto, de Jorge Silva Melo (1987);